# اندیس میلاجرد
میلاجرد یک اندیس مصالح ساختمانی است که در حوالی شهر صح استان اصفهان قرار دارد و مادهٔ معدنی موجود در آن، سنگ تزئینی است.  